# 洛博會
洛博會（转写：Lobohoi；1611年—1617年），清太宗第三子。洛博會生于明朝万历三十九年（1611年），生母是钮祜禄元妃。他活了7岁。后金天命二年（1617年），洛博會病死，無谥号。